# 華 (鉄道車両)
華（はな）は、東日本旅客鉄道（JR東日本）が1997年から2022年まで保有していた鉄道車両（電車）で、ジョイフルトレインと呼ばれる車両の一種である。

## 概要
JR東日本東京地域本社（当時）では、お座敷客車「なごやか」「江戸」、お座敷電車「宴」の3編成の和式車両を保有しており、中・高年代層の団体輸送に使用されてきた。しかし、客車編成は老朽化に加えて、機関車による牽引となることから速度面で電車に劣り、特に首都圏での運行ではダイヤ作成上の障害となっていた。
こうして「なごやか」の代替編成として和式電車を製作することになったものである。

## 車両
1996年9月9日に改造のタネ車となる485系6両が大宮工場へ回送され、6両全車両の構体は東急車輛製造で製作し、先頭車2両は構体輸送(控車を前後に連結)によってJR東日本大宮工場（現・大宮総合車両センター）へ搬入の上で組み立てを実施、中間車4両の組み立ては東急車輛製造で実施した。文献によれば、1997年（平成9年）3月14日付で改造・大宮工場での施工名義となっている。
いずれの車両も485系電車からの改造で、先頭車がクロ484形とクロ485形、中間車はモロ484形とモロ485形である。各車両の番号は「リゾートエクスプレスゆう」と「宴」からの続番となっている。編成番号は、G6＋G7編成（のちにTG02編成へ変更）。
- 1号車：クロ484-4（旧クハ481-28） - 定員24人
- 2号車：モロ484-7（旧モハ484-251） - 定員24人
- 3号車：モロ485-5（旧モハ485-149） - 定員28人
- 4号車：モロ484-6（旧モハ484-87） - 定員24人
- 5号車：モロ485-4（旧モハ485-87） - 定員28人
- 6号車：クロ485-2（旧クハ481-21） - 定員24人

全車両がグリーン車扱いである。

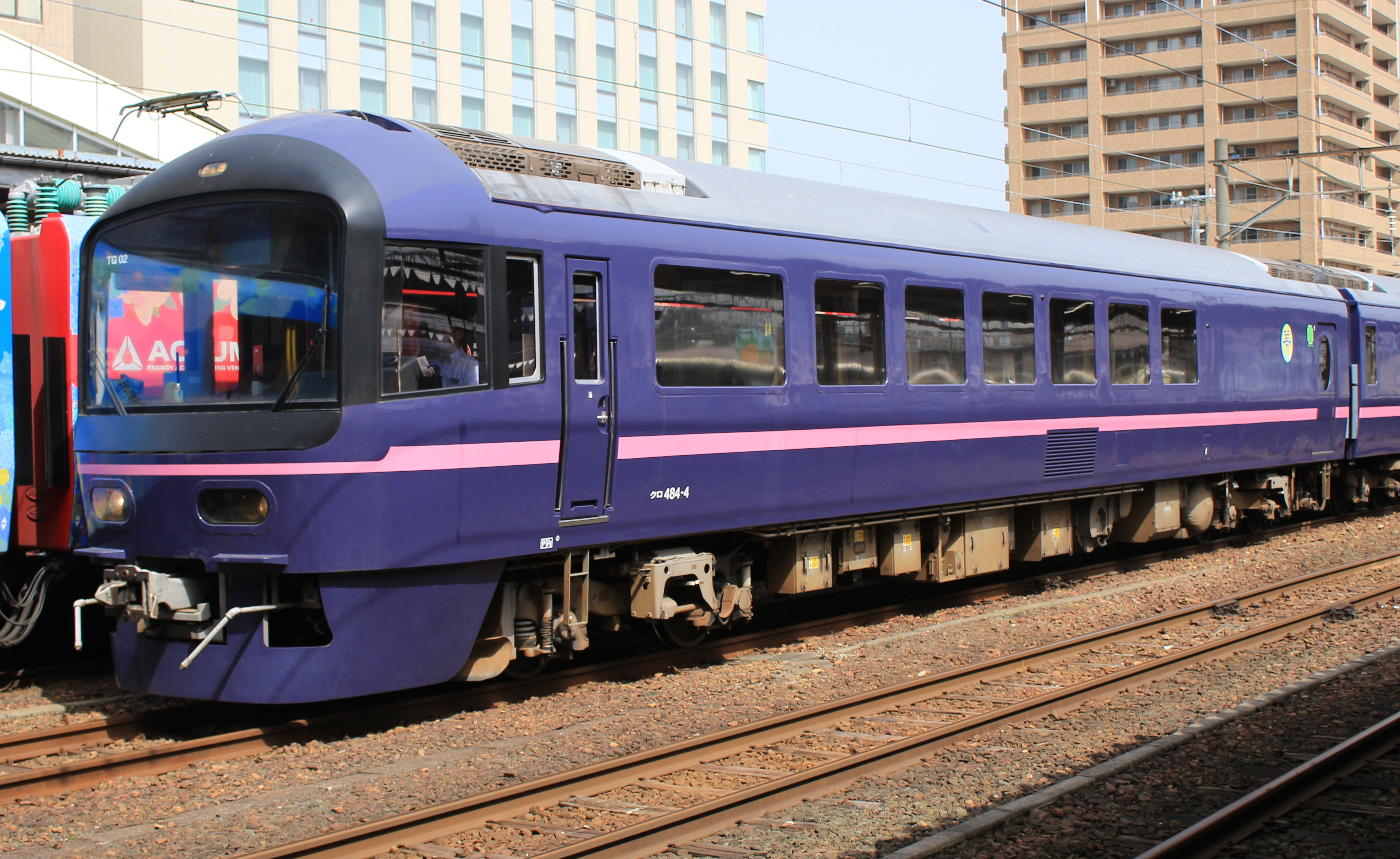
クロ484-4 （1号車）
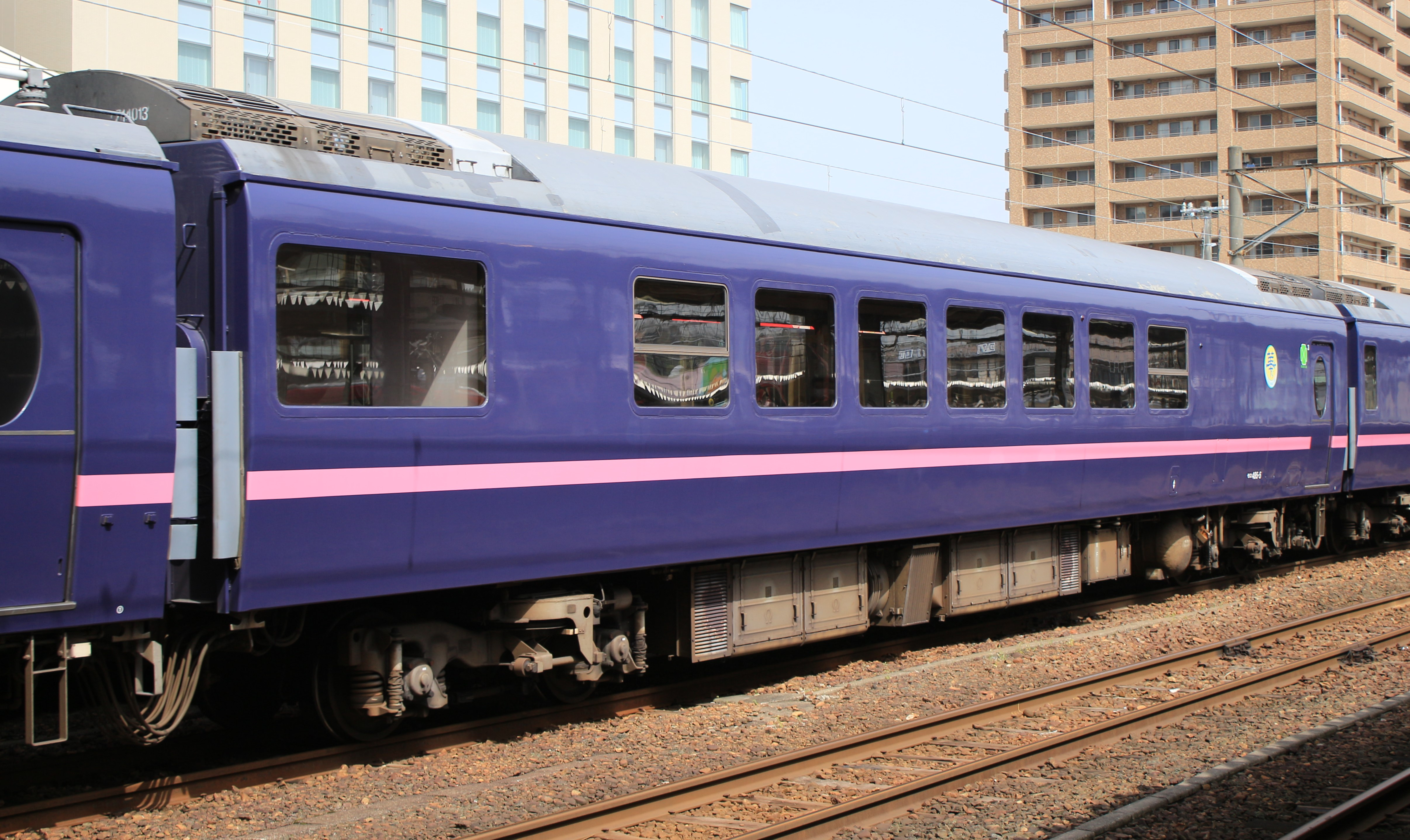
モロ485-5 （3号車）
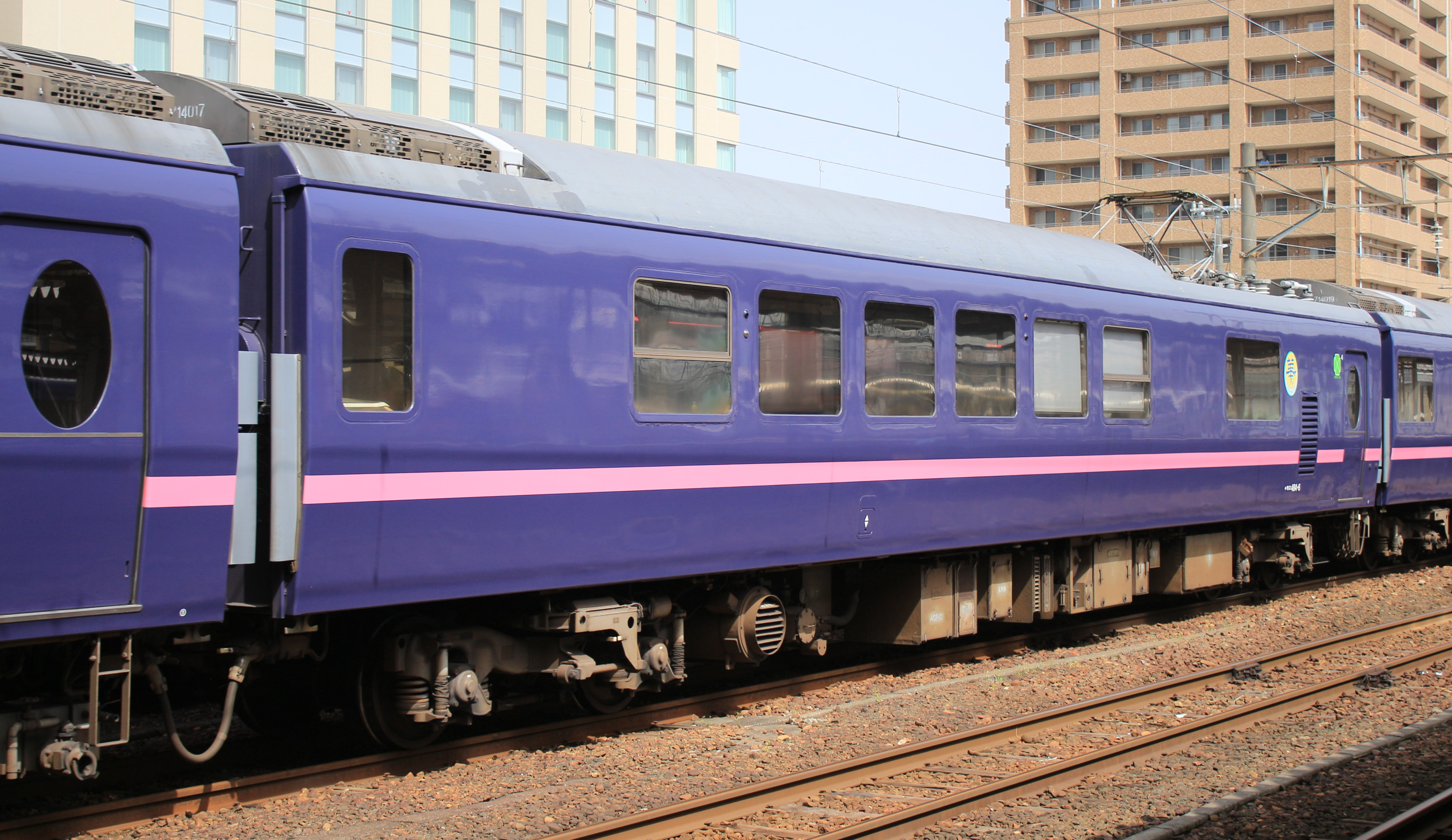
モロ484-6 （4号車）
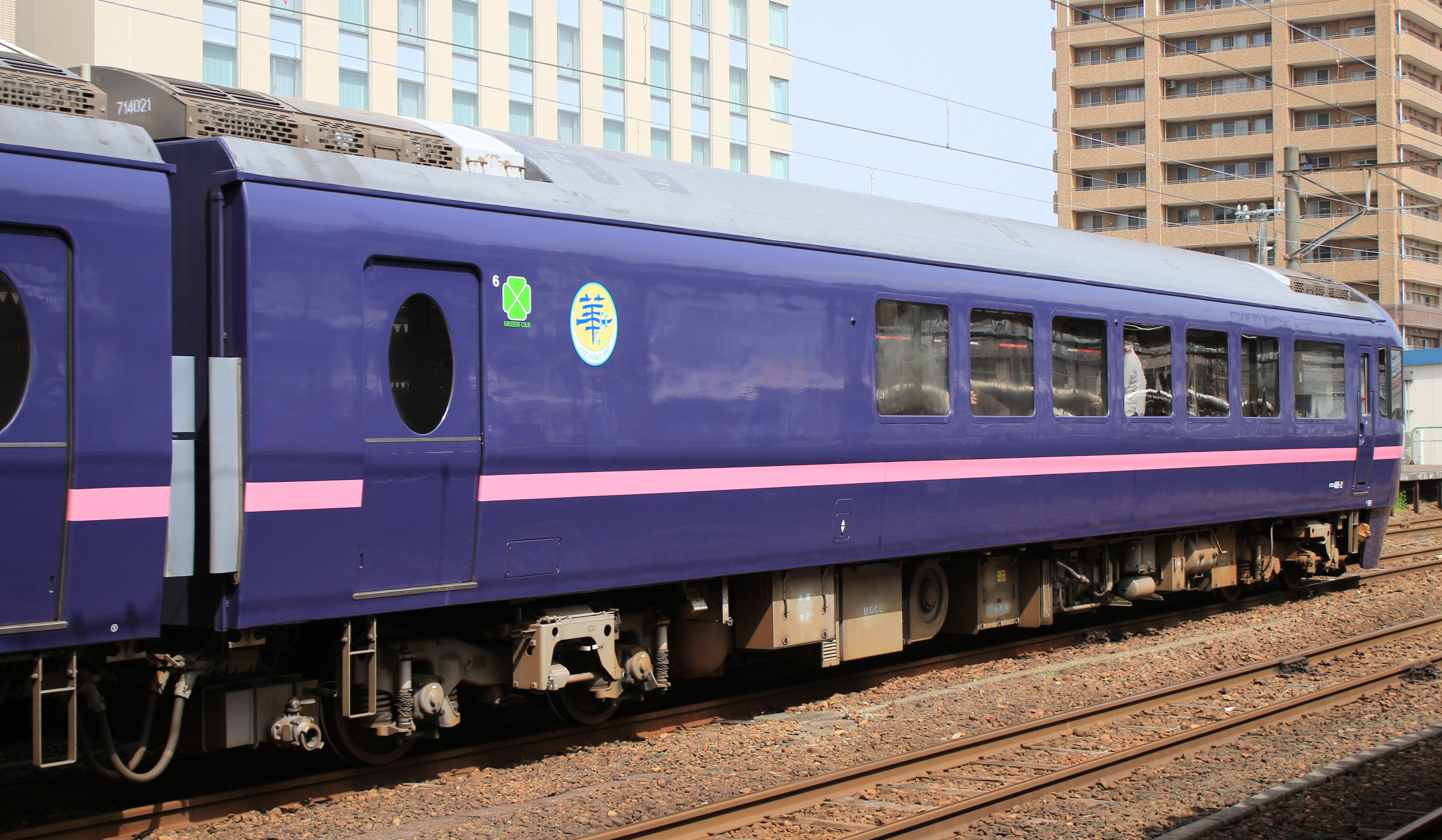
クロ485-1 （6号車）

### コンセプト・デザイン
『心やわらぎ、楽しめる空間の提供』をコンセプトとした。車体外観についても角のないやわらかさを強調したデザインとされた。

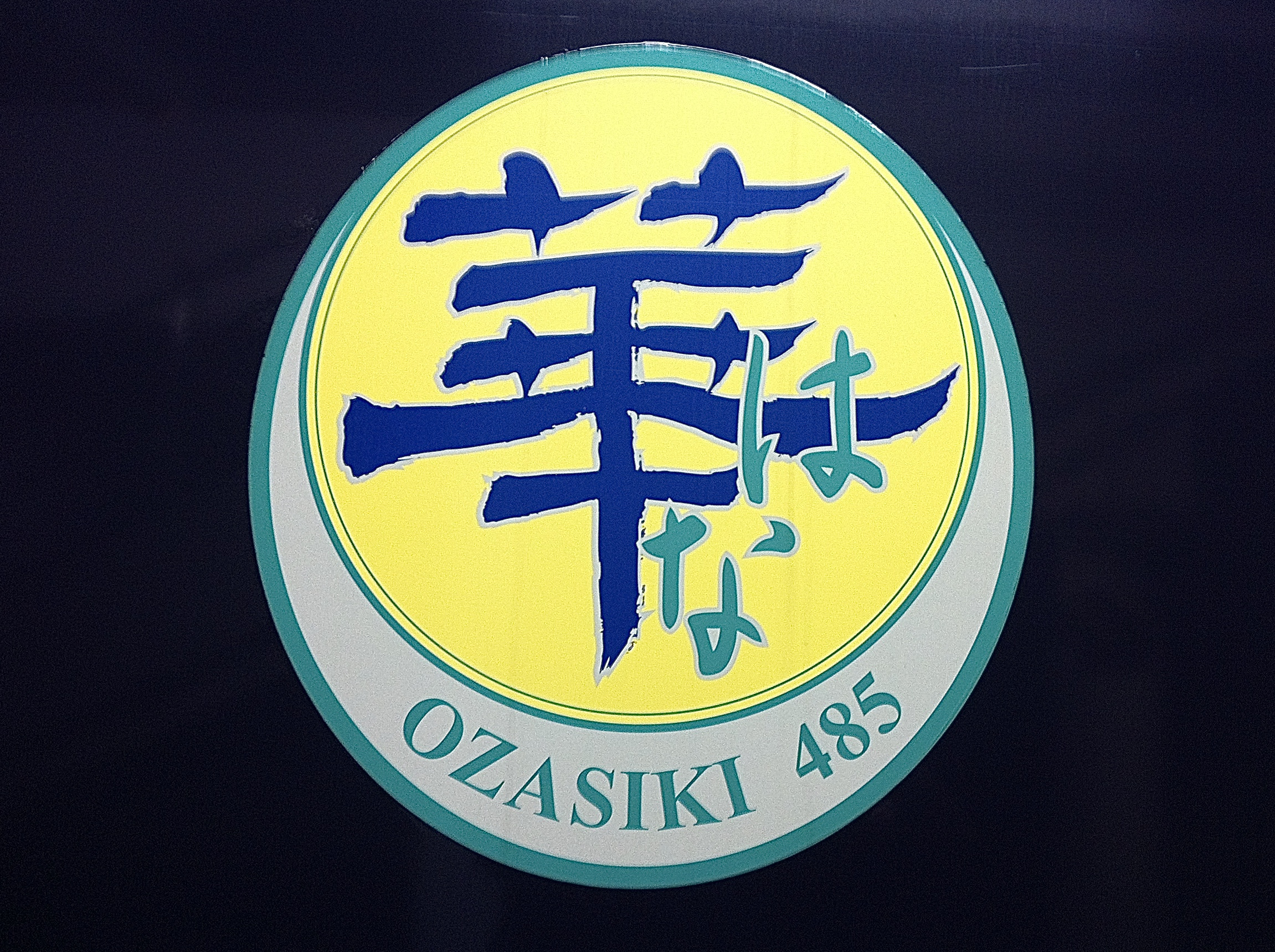
ロゴマーク

### 改造内容
車体は「宴」同様の丸味を帯びた車体を新造し、床下機器と走行装置は種車の485系のものをそのまま使用した。車体断面は215系電車とほぼ同じ車両限界となっているが、PS26-1形集電装置（パンタグラフ）の搭載と集電装置取り付け部分の低屋根化を行なうことで、中央東線への入線も可能である。一方、信越本線の横川 - 軽井沢間の通過対策（横軽対策）については、同区間の廃止時期が近かったことから施工されていない。本車両は国鉄時代から通じ、首都圏地区に配置されるジョイフルトレインにおいて、横軽対策を施工していない初の車両である。
正面窓は「宴」とは異なり、緩やかな半径の平面ガラス1枚という構造とした。冷房装置はモロ484形が床置き仕様のNAU183形、それ以外の車両は車端部屋根上にAU714形を搭載している。

#### 客室
客室は木目調でシンプルなデザインとした。長時間の乗車でも快適に過ごせるように掘り炬燵構造が採用されたが、目的に応じて床をフルフラットにすることが可能なように、昇降装置が内蔵されている。通路と座敷は分離されていない。通路側には窓下に上蓋式の荷物入れを設け、上蓋は腰掛けることが可能な構造となっている。利用者は一度靴を脱いだら他の車両への移動も靴を脱いだままで可能とするように配慮され、このため畳の下にスライド式下足入れが設置された。客室内の照明は30%の減光が可能である。各車両にオートチェンジャー・ワイヤレスマイク・リモコン選曲式のカラオケ装置が設置されている。
便所は1・3・6号車に、真空式の洋式便所・男子小便所・洗面所を設置した。5号車にはテレホンカード式自動車用公衆電話が1台設置されていた。

#### 展望室
乗務員室の直後は1段高くしたフリースペースの展望室とし、3人がけのソファーを2脚向かい合わせに設置した。乗務員室との仕切りは、前面展望視界を確保するために大型ガラス構造とした。

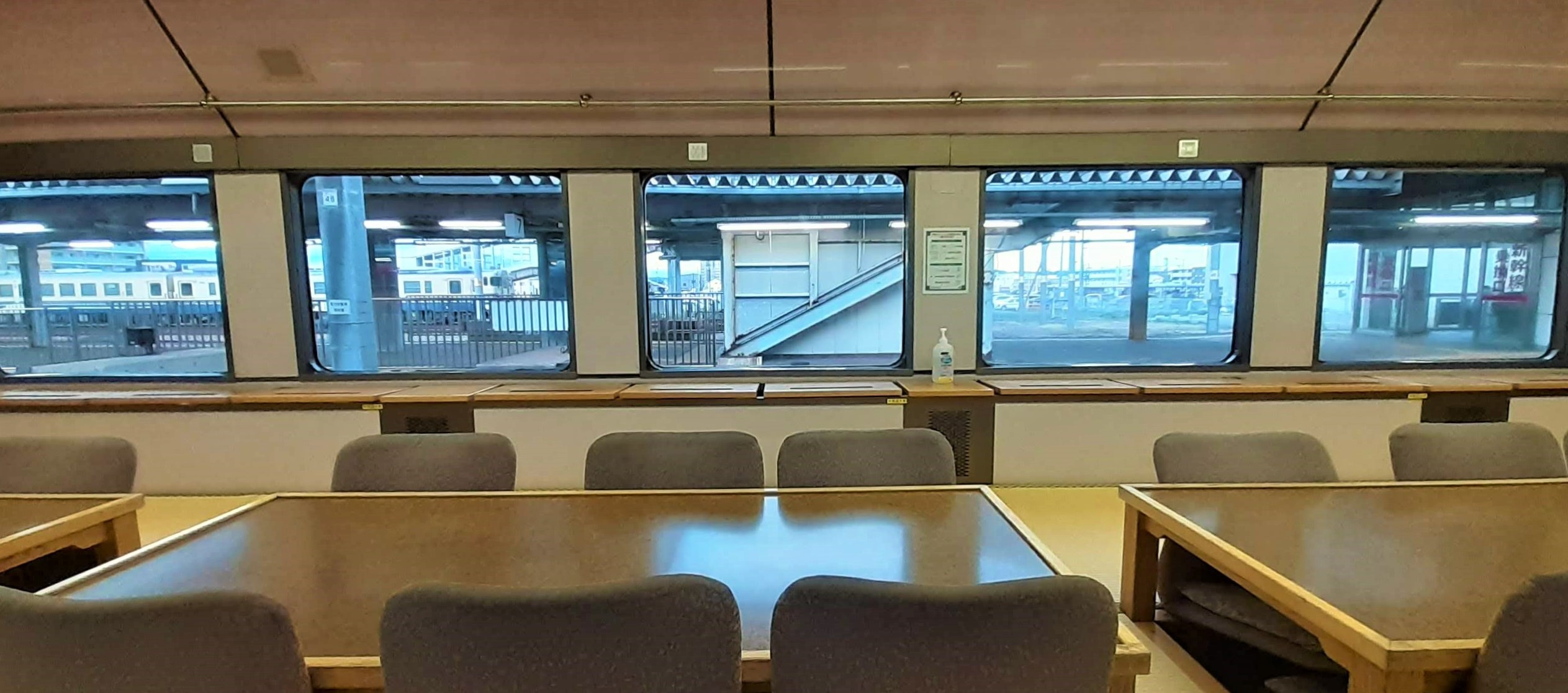
掘り炬燵構造の客室
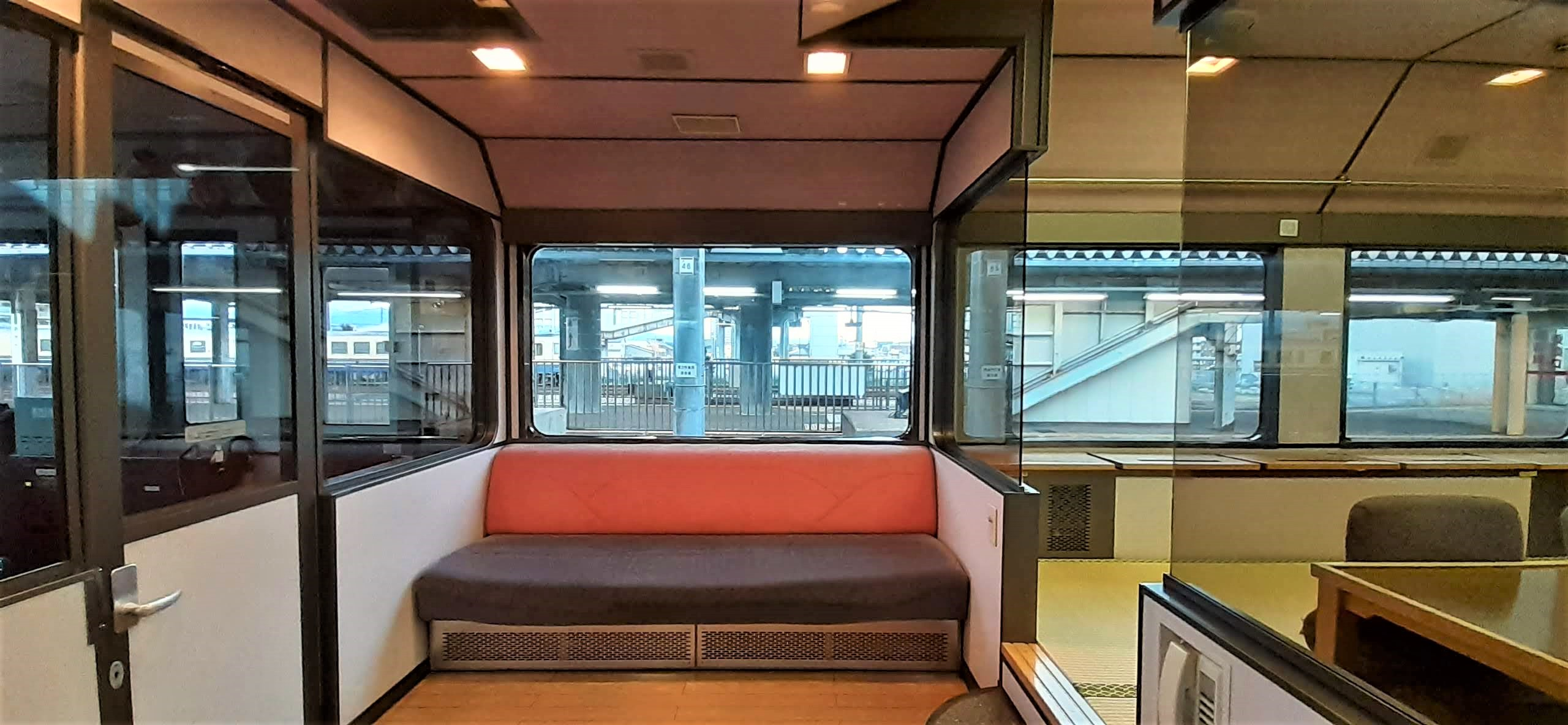
展望室

## 運用
1997年（平成9年）4月26日に営業運転を開始。団体専用列車を中心に運用されている。
落成時から2015年（平成27年）3月13日までは小山電車区（現・小山車両センター）に配置されていたが、翌14日からは高崎車両センター配置に変更となっている。老朽化のため、2022年（令和4年）10月30日に営業運転を終了した。その後、同年11月10日に郡山総合車両センターに廃車回送され、同年11月11日付で廃車された。廃車後は全車解体されたため現存しない。